# Cradle Will Rock
Cradle Will Rock (br O Poder Vai Dançar) é um filme estadunidense de 1999, do gênero comédia dramática, dirigido por Tim Robbins.

## Elenco
- Hank Azaria - Marc Blitzstein
- Bob Balaban - Harry Hopkins
- Jack Black - Sid
- Ruben Blades - Diego Rivera
- Corina Katt Ayala - Frida Kahlo
- Victoria Clark - Dulce Fox
- Joan Cusack - Hazel Huffman
- John Cusack - Nelson Rockefeller
- Cary Elwes - John Houseman
- Kyle Gass - Larry
- Paul Giamatti - Carlo
- Philip Baker Hall - Gray Mathers
- Erin Hill - Sandra Mescal
- Barnard Hughes - Frank Marvel
- Cherry Jones - Hallie Flanagan
- Angus Macfadyen - Orson Welles
- Bill Murray - Tommy Crickshaw
- Allan F. Nicholls - George Zorn
- Vanessa Redgrave - Constance LaGrange
- Gil Robbins - CJoe Starnes
- Susan Sarandon - Margherita Sarfatti
- Jamey Sheridan - John Adair
- Barbara Sukowa - Sophie Silvano
- John Turturro - Aldo Silvano
- Emily Watson - Olive Stanton
- Harris Yulin - Martin Dies